# 2007 WD5
2007 WD5 ist ein erdnaher Asteroid, der am 20. November 2007 vom Catalina Sky Survey entdeckt wurde. Seine elliptische Bahn reicht bis jenseits der Umlaufbahn des Mars in den Asteroidenhauptgürtel. Sein sonnennächster Bahnpunkt ist allerdings knapp innerhalb der Erdbahn. Das Perihel beträgt zwar etwas mehr als eine Astronomische Einheit, aber die elliptische Erdbahn kreuzt er dennoch. Damit gehört er zur Gruppe der Apollo-Asteroiden. Mit seinem Durchmesser von ca. 50 Metern ist er ein relativ kleines Objekt. Trotzdem wurde er genauer beobachtet, weil seine Bahn nahe der Erde verläuft. Weitere Beobachtungen gaben Wissenschaftlern genug Daten, um zu bestimmen, dass der Asteroid keine Gefahr für die Erde darstellt.

## Mögliche Kollision mit Mars

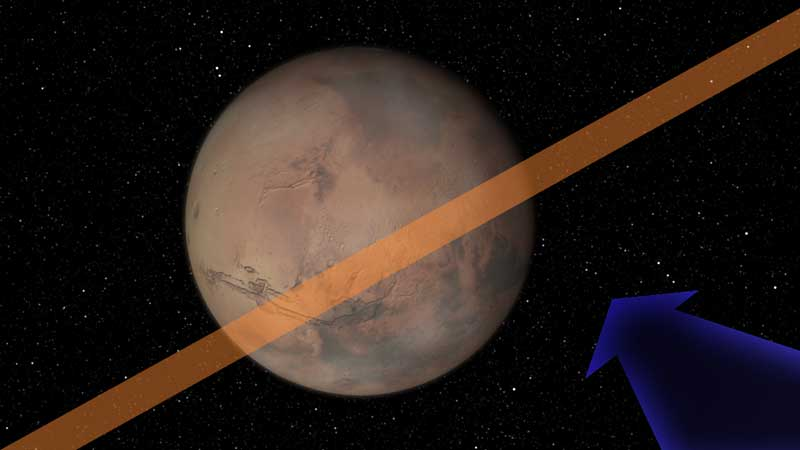
Mögliche Kollision mit Mars

Bei der Bahnbestimmung wurde aber festgestellt, dass er Mars vielleicht treffen könnte. Am 30. Januar 2008 um ca. 12 Uhr UTC kam es zu einer nahen Begegnung. Nach den letzten Bahndaten hat er den roten Planeten aber höchstwahrscheinlich nicht getroffen. Er ist in einer Distanz von 26.000 Kilometern am Zentrum des Planeten vorbeigeflogen. Das bedeutet eine Entfernung von etwa sieben Marsradien zur Oberfläche. Allerdings bestand auch nach den letzten Berechnungen noch eine Chance von 0,01 %, dass 2007 WD5 auf dem Mars aufschlägt, da es noch Unsicherheiten über die genaue Bahn des Asteroiden gab. Zwischenzeitlich wurden auch höhere Kollisionswahrscheinlichkeiten bis zu 4 % (oder 1 zu 25) berechnet.
Solch eine Kollision hätte einen Krater von ca. 800 Meter Durchmesser erzeugt. Im Jahr 1908 in Tunguska in Sibirien soll ein ähnlich großer Asteroid mit der Erde kollidiert sein. Dabei entstand aber kein Krater, da sich das Objekt in der dichten Erdatmosphäre auflöste, bevor es auf den Boden traf. Die Marsatmosphäre ist viel dünner als die der Erde, weswegen es dort den Boden erreichen würde.
Wissenschaftler hofften, dieses Ereignis und seine Folgen mit verschiedenen Marssonden beobachten zu können. Mars Express der ESA und Mars Reconnaissance Orbiter im Orbit, sowie die beiden Rover Spirit und Opportunity auf der Oberfläche des Mars (alle drei NASA) hätten beste Möglichkeiten gehabt.